# Аяуалулько (муниципалитет)
Аяуалулько (исп. Ayahualulco) — муниципалитет в Мексике, штат Веракрус, расположен в Столичном регионе штата. Административный центр — город Аяуалулько.

## Состав
В муниципалитет входит 36 населённых пунктов.

## Экономика
Экономика муниципалитета основана на сельском хозяйстве.